# Legio II (Marco Antonio)
La legio II era un'unità militare romana di epoca tardo repubblicana, che sembra sia stata formata da Marco Antonio negli anni in cui il triumviro si trasferì in Oriente a fianco della regina d'Egitto, Cleopatra VII, oppure dallo stesso Gneo Pompeo Magno nel 55 a.C. In questa seconda ipotesi sarebbe da identificarsi con la legio II di quest'ultimo.
Partecipò a qualche fase delle campagne armeno-partiche di Antonio e poi alla battaglia di Azio del 31 a.C., quando quest'ultimo fu sconfitto da Ottaviano, che rimase padrone incontrastato del mondo romano. Fu sciolta, come ci racconta lo stesso Augusto negli anni compresi tra il 30 ed il 14 a.C., quando furono mandati in congedo tra i 105.000 ed i 120.000 veterani.